# Antonio Minutoli
(Nicolao Tucci)
Antonio Minutoli (Lucca, 26 settembre 1531 – Lucca, 1606 o 1610) è stato un medico italiano.

## Biografia
Nato da Bonaventura Minutoli in una famiglia di lontane origini napoletane ma da molto tempo inserita nel patriziato lucchese, dal 1550 studia all'Università di Pisa. Successivamente si trasferisce all'Università di Padova, dove è allievo di Gabriele Falloppio, e diviene dottore in medicina. Tornato a Lucca nel 1556, cinque anni dopo sposa Caterina di Guglielmo dal Portico.
Nel 1564, in un'Italia devastata dalla peste, individua tra i primi l'atipicità del contagio e per limitare l'inarrestabile epidemia suggerisce l'istituzione di lazzaretti distinti per gli ammorbati, per i sospetti, e per i convalescenti. Nel 1576 pubblica il suo primo libro di medicina con consigli per affrancarsi dal rischio di contagio, "Avvertimenti sopra la preservazione dalla peste".
Dopo la morte del fratello Paolino, ugonotto giustiziato a Lione nell'agosto 1572, nel 1575 riceve l'offerta di rappresentare la Repubblica di Lucca alla corte di Filippo II di Spagna, ma rifiuta.
Nel 1588 è, con altri otto delegati, ambasciatore nelle Fiandre per corroborare il progetto di fortificazione delle mura della città di Lucca. In un'epoca di accesissime tensioni con la Chiesa per la riforma protestante incalzante, il rifiuto di Lucca d'accogliere l'inquisizione romana, e con la minaccia sempre più concreta d'esser processato per eresia, è successivamente ambasciatore della Repubblica lucchese a Madrid e nel 1591 presso papa Innocenzo IX.
È ricordato per la stesura del suo Libro di ricordi, nel quale ripercorre minuziosamente, oltre a vicende personali e professionali, alcuni dei più importanti avvenimenti sociopolitici italiani ed europei dal 1555 al 1607.

## Opere
- Antonio Minutoli, Libro di ricordi per me, Lucca, Biblioteca di Stato, ms 3131 c. 83r
- Antonio Minutoli, Avvertimenti sopra la preservazione della peste, Tipografia Vincenzo Busdraghi, 1576
- Antonio Minutoli, Natura e virtù de' Bagni di Lucca, manoscritto, 10 gennaio 1578